# Yodok
Yodok, nekadašnje permanentno selo Nisenan Indijanaca iz skupine Maidu, koje se nalazilo na istočnoj obali American Rivera kod ušća South Forka u okrugu Sacramento u Kaliforniji. Spominje ga američki antropolog Roland Burrage Dixon u Bull. Am. Mus. Nat. Hist., XVII, map, 1905